# Guillaume Depardieu

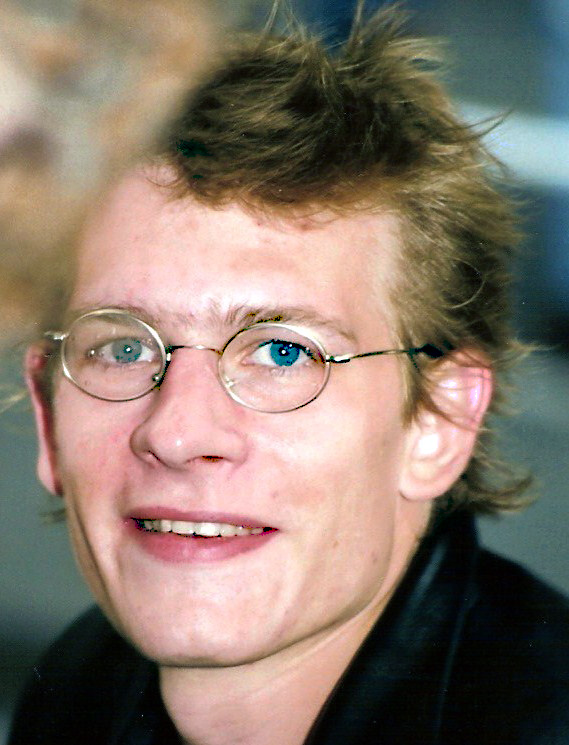
Guillaume Depardieu

Guillaume Depardieu (n. 7 aprilie, 1971 – d. 13 octombrie, 2008) a fost un actor francez, fiul lui Gérard Depardieu.
În 1995, Guillaume a fost implicat într-un accident de motocicletă în urma căruia medicii i-au amputat piciorul drept.
El a filmat în România pentru lungmetrajul Copilăria lui Icar (coproducție a Mobra Film), în regia lui Alexandru Iordăchescu, scenariul Alexandru Iordăchescu și Marcel Beaulieu. În această perioadă s-a îmbolnăvit din cauza unui virus.

## Premii
În 1996, a câștigat pentru rolul din Les Apprentis, Premiul César pentru cel mai promițător actor, distincție la care mai obținuse două nominalizări anterior. Palmaresul său include și premiul „Jean Gabin”, obținut în același an, precum și premiul pentru cel mai bun actor la Festivalul de film de la Gijón, Spania, în 1999, pentru Pola X.

## Filmografie
- Pas si méchant que ça (1974)
- Tous les matins du monde (1992)
- Cible émouvante (1993)
- Les apprentis (1995)
- Marthe (1997)
- Alliance cherche doigt (1997)
- Comme elle respire (1998)
- Le Comte de Monte-Cristo (1998)
- POLA X (1999)
- Elle et lui au 14e étage (2000)
- Les marchands de sable (2000)
- Aime ton père (2000)
- Amour, prozac et autres curiosités (2001)
- Les Misérables (2001)
- Peau d'ange (2002)
- Le pharmacien de garde (2002)
- Après vous... (2003)
- Celibataires (2006)
- Ne touchez pas la hache (2007)
- De la guerre (2008)
- Versailles (2008)
- Copilăria lui Icar (2009) regia Alex Iordachescu[10]